# Liste univariater Wahrscheinlichkeitsverteilungen
Diese Liste univariater Wahrscheinlichkeitsverteilungen gibt einen Überblick über die bekanntesten univariaten (eindimensionalen) Wahrscheinlichkeitsverteilungen.
Wahrscheinlichkeitsverteilungen beschreiben, wie sich die Wahrscheinlichkeiten auf die möglichen Ergebnisse einer Zufallsvariable verteilen. Dabei unterscheidet man zwischen diskreten Verteilungen, die auf einer endlichen oder abzählbaren Menge definiert sind, und stetigen (kontinuierlichen) Verteilungen, die meist auf Intervallen definiert sind.
Diskrete Verteilungen lassen sich durch ihre Zähldichte beschreiben. Diese gibt für jeden der maximal abzählbar vielen Werte {\displaystyle x} einer Zufallsvariablen {\displaystyle X} die Wahrscheinlichkeit an, dass man genau diesen Wert erhält.
Bei stetigen Verteilungen lassen sich die Wahrscheinlichkeiten einzelner Werte nicht angeben, da diese stets die Wahrscheinlichkeit {\displaystyle 0} besitzen. Es ist jedoch oft möglich, die Wahrscheinlichkeit, dass eine Zufallsvariable {\displaystyle X} einen Wert in einem Intervall {\displaystyle [a,b]} annimmt, als Integral über eine Dichtefunktion (oder Wahrscheinlichkeitsdichte) {\displaystyle f(x)} darzustellen:
{\displaystyle P(a\leq X\leq b)=\int _{a}^{b}f(x)\,dx}
Bei den in dieser Liste aufgenommenen stetigen Verteilungen ist eine solche Darstellung über eine Dichtefunktion möglich.

## Diskrete Verteilungen
Die unten stehenden Tabellen fassen die Kenngrößen Träger, Wahrscheinlichkeitsfunktion, Verteilungsfunktion, Erwartungswert und Varianz der folgenden diskreten Verteilungen zusammen:
- Diskrete Gleichverteilung
- Bernoulli-Verteilung (Null-Eins-Verteilung)
- Binomialverteilung
- Negative Binomialverteilung (Pascal-Verteilung)
- Geometrische Verteilung
- Hypergeometrische Verteilung
- Poisson-Verteilung
- Logarithmische Verteilung

Es bezeichne {\displaystyle \lceil .\rceil } die Aufrundungsfunktion, {\displaystyle \lfloor .\rfloor } die Abrundungsfunktion und {\displaystyle X} jeweils eine entsprechend verteilte Zufallsvariable.

### Diskrete Gleichverteilung
| Wertebereich der Parameter: | {\displaystyle n\in \mathbb {N} }, {\displaystyle k_{i}\in \mathbb {R} \;(i=1,\dots ,n)}                                | Bild der Wahrscheinlichkeitsfunktion: Auf {\displaystyle \{0,1,\dots ,20\}}, d. h. {\displaystyle n=21} |
| Träger:                     | {\displaystyle \{k_{i}:i=1,\dots ,n\}}                                                                                  | Wahrscheinlichkeitsfunktion der diskreten Gleichverteilung                                              |
| Zähldichte:                 | {\displaystyle f(k_{i})={\frac {1}{n}}}                                                                                 | Wahrscheinlichkeitsfunktion der diskreten Gleichverteilung                                              |
| Verteilungsfunktion:        | {\displaystyle P(\{X\leq x\})={\frac {\|\{i:k_{i}\leq x\}\|}{n}}}                                                       | Wahrscheinlichkeitsfunktion der diskreten Gleichverteilung                                              |
| Verteilungsfunktion:        | {\displaystyle P(\{X<x\})={\frac {\|\{i:k_{i}<x\}\|}{n}}}                                                               | Wahrscheinlichkeitsfunktion der diskreten Gleichverteilung                                              |
| Erwartungswert:             | {\displaystyle {\frac {1}{n}}\sum _{i=1}^{n}k_{i}}                                                                      | Wahrscheinlichkeitsfunktion der diskreten Gleichverteilung                                              |
| Varianz:                    | {\displaystyle {\frac {1}{n}}\left(\sum _{i=1}^{n}k_{i}^{2}-{\frac {1}{n}}\left(\sum _{i=1}^{n}k_{i}\right)^{2}\right)} | Wahrscheinlichkeitsfunktion der diskreten Gleichverteilung                                              |

### Bernoulli-Verteilung(Null-Eins-Verteilung)
| Wertebereich der Parameter: | {\displaystyle p\in [0,1]} | Bild der Wahrscheinlichkeitsfunktion: {\displaystyle p=0{,}2} (blau), {\displaystyle p=0{,}5} (grün) und {\displaystyle p=0{,}8} (rot) |
| Träger:                     | {\displaystyle \{0,1\}} | Wahrscheinlichkeitsfunktion der Bernoulli-Verteilung                                                                                   |
| Zähldichte:                 | {\displaystyle f(k)={\begin{cases}p&{\text{für }}k=1\\1-p&{\text{für }}k=0\end{cases}}}                                         | Wahrscheinlichkeitsfunktion der Bernoulli-Verteilung                                                                                   |
| Verteilungsfunktion:        | {\displaystyle P(\{X\leq x\})={\begin{cases}0&{\text{für }}x<0\\1-p&{\text{für }}0\leq x<1\\1&{\text{für }}x\geq 1\end{cases}}} | Wahrscheinlichkeitsfunktion der Bernoulli-Verteilung                                                                                   |
| Verteilungsfunktion:        | {\displaystyle P(\{X<x\})={\begin{cases}0&{\text{für }}x\leq 0\\1-p&{\text{für }}0<x\leq 1\\1&{\text{für }}x>1\end{cases}}}     | Wahrscheinlichkeitsfunktion der Bernoulli-Verteilung                                                                                   |
| Erwartungswert:             | {\displaystyle p} | Wahrscheinlichkeitsfunktion der Bernoulli-Verteilung                                                                                   |
| Varianz:                    | {\displaystyle p(1-p)} | Wahrscheinlichkeitsfunktion der Bernoulli-Verteilung                                                                                   |

### Binomialverteilung
| Wertebereich der Parameter: | {\displaystyle n\in \mathbb {N} ^{+}}, {\displaystyle p\in [0,1]}                             | Bild der Wahrscheinlichkeitsfunktion: {\displaystyle n=20}; {\displaystyle p=0{,}1} (blau), {\displaystyle p=0{,}5} (grün) und {\displaystyle p=0{,}8} (rot) |
| Träger:                     | {\displaystyle \{0,1,\dots ,n\}}                                                              | Wahrscheinlichkeitsfunktion der Binomialverteilung |
| Zähldichte:                 | {\displaystyle f(k)={n \choose k}p^{k}(1-p)^{n-k}}                                            | Wahrscheinlichkeitsfunktion der Binomialverteilung |
| Verteilungsfunktion:        | {\displaystyle P(\{X\leq x\})=\sum _{i=0}^{\lfloor x\rfloor }{\binom {n}{i}}p^{i}(1-p)^{n-i}} | Wahrscheinlichkeitsfunktion der Binomialverteilung |
| Verteilungsfunktion:        | {\displaystyle P(\{X<x\})=\sum _{i=0}^{\lceil x-1\rceil }{n \choose i}p^{i}(1-p)^{n-i}}       | Wahrscheinlichkeitsfunktion der Binomialverteilung |
| Erwartungswert:             | {\displaystyle np}                                                                            | Wahrscheinlichkeitsfunktion der Binomialverteilung |
| Varianz:                    | {\displaystyle np(1-p)}                                                                       | Wahrscheinlichkeitsfunktion der Binomialverteilung |

### Negative Binomialverteilung(Pascal-Verteilung)
| Wertebereich der Parameter: | {\displaystyle r\in \mathbb {N} ^{+}}, {\displaystyle p\in {]0,1]}}                             | Bild der Wahrscheinlichkeitsfunktion: {\displaystyle r=10}; {\displaystyle p=0{,}2} (blau), {\displaystyle p=0{,}5} (grün) und {\displaystyle p=0{,}8} (rot) |
| Träger:                     | {\displaystyle \{x\in \mathbb {N} \colon x\geq r\}}                                             | Wahrscheinlichkeitsfunktion der Negativen Binomialverteilung                                                                                                 |
| Zähldichte:                 | {\displaystyle P(\{X=k\})={{k-1} \choose {r-1}}p^{r}(1-p)^{k-r}}                                | Wahrscheinlichkeitsfunktion der Negativen Binomialverteilung                                                                                                 |
| Verteilungsfunktion:        | {\displaystyle P(\{X\leq x\})=\sum _{i=r}^{\lfloor x\rfloor }{i-1 \choose r-1}p^{r}(1-p)^{i-r}} | Wahrscheinlichkeitsfunktion der Negativen Binomialverteilung                                                                                                 |
| Verteilungsfunktion:        | {\displaystyle P(\{X<x\})=\sum _{i=r}^{\lceil x-1\rceil }{i-1 \choose r-1}p^{r}(1-p)^{i-r}}     | Wahrscheinlichkeitsfunktion der Negativen Binomialverteilung                                                                                                 |
| Erwartungswert:             | {\displaystyle {\frac {r}{p}}}                                                                  | Wahrscheinlichkeitsfunktion der Negativen Binomialverteilung                                                                                                 |
| Varianz:                    | {\displaystyle {\frac {r(1-p)}{p^{2}}}}                                                         | Wahrscheinlichkeitsfunktion der Negativen Binomialverteilung                                                                                                 |

### Geometrische Verteilung

#### Variante A
| Wertebereich der Parameter: | {\displaystyle p\in {]0,1[}}                               | Bild der Wahrscheinlichkeitsfunktion: {\displaystyle p=0{,}2} (blau), {\displaystyle p=0{,}5} (grün) und {\displaystyle p=0{,}8} (rot) |
| Träger:                     | {\displaystyle \mathbb {N} ^{+}}                           | Wahrscheinlichkeitsfunktion der Geometrischen Verteilung                                                                               |
| Zähldichte:                 | {\displaystyle f(k)=p(1-p)^{k-1}}                          | Wahrscheinlichkeitsfunktion der Geometrischen Verteilung                                                                               |
| Verteilungsfunktion:        | {\displaystyle P(\{X\leq x\})=1-(1-p)^{\lfloor x\rfloor }} | Wahrscheinlichkeitsfunktion der Geometrischen Verteilung                                                                               |
| Verteilungsfunktion:        | {\displaystyle P(\{X<x\})=1-(1-p)^{\lceil x-1\rceil }}     | Wahrscheinlichkeitsfunktion der Geometrischen Verteilung                                                                               |
| Erwartungswert:             | {\displaystyle {\frac {1}{p}}}                             | Wahrscheinlichkeitsfunktion der Geometrischen Verteilung                                                                               |
| Varianz:                    | {\displaystyle {\frac {1}{p^{2}}}-{\frac {1}{p}}}          | Wahrscheinlichkeitsfunktion der Geometrischen Verteilung                                                                               |

#### Variante B
| Wertebereich der Parameter: | {\displaystyle p\in {]0,1[}}                                 | Bild der Wahrscheinlichkeitsfunktion: {\displaystyle p=0{,}2} (blau), {\displaystyle p=0{,}5} (grün) und {\displaystyle p=0{,}8} (rot) |
| Träger:                     | {\displaystyle \mathbb {N} _{0}}                             | Wahrscheinlichkeitsfunktion der Geometrischen Verteilung                                                                               |
| Zähldichte:                 | {\displaystyle f(k)=p(1-p)^{k}}                              | Wahrscheinlichkeitsfunktion der Geometrischen Verteilung                                                                               |
| Verteilungsfunktion:        | {\displaystyle P(\{X\leq x\})=1-(1-p)^{\lfloor x+1\rfloor }} | Wahrscheinlichkeitsfunktion der Geometrischen Verteilung                                                                               |
| Verteilungsfunktion:        | {\displaystyle P(\{X<x\})=1-(1-p)^{\lceil x\rceil }}         | Wahrscheinlichkeitsfunktion der Geometrischen Verteilung                                                                               |
| Erwartungswert:             | {\displaystyle {\frac {1}{p}}-1}                             | Wahrscheinlichkeitsfunktion der Geometrischen Verteilung                                                                               |
| Varianz:                    | {\displaystyle {\frac {1}{p^{2}}}-{\frac {1}{p}}}            | Wahrscheinlichkeitsfunktion der Geometrischen Verteilung                                                                               |

### Hypergeometrische Verteilung
| Wertebereich der Parameter: | {\displaystyle N\in \mathbb {N} ^{+}}, {\displaystyle M\in \mathbb {N} ^{+}} mit {\displaystyle M\leq N}, {\displaystyle n\in \mathbb {N} ^{+}} mit {\displaystyle n\leq N} | Bild der Wahrscheinlichkeitsfunktion: {\displaystyle n=20}; {\displaystyle M=20,N=30} (blau), {\displaystyle M=50,N=60} (grün) und {\displaystyle M=20,N=60} (rot) |
| Träger:                     | {\displaystyle \{\max(0,n+M-N),\dotsc ,\min(n,M)\}} | Wahrscheinlichkeitsfunktion der hypergeometrischen Verteilung |
| Zähldichte:                 | {\displaystyle f(k)={\frac {\displaystyle {M \choose k}{N-M \choose n-k}}{\displaystyle {N \choose n}}}}                                                                    | Wahrscheinlichkeitsfunktion der hypergeometrischen Verteilung |
| Verteilungsfunktion:        | {\displaystyle P(\{X\leq x\})=\sum _{i=\max(0,n-N)}^{\lfloor x\rfloor }{\frac {{M \choose i}{N \choose n-i}}{M+N \choose n}}}                                               | Wahrscheinlichkeitsfunktion der hypergeometrischen Verteilung |
| Verteilungsfunktion:        | {\displaystyle P(\{X<x\})=\sum _{i=\max(0,n-N)}^{\lceil x-1\rceil }{\frac {{M \choose i}{N \choose n-i}}{M+N \choose n}}}                                                   | Wahrscheinlichkeitsfunktion der hypergeometrischen Verteilung |
| Erwartungswert:             | {\displaystyle n{\frac {M}{N}}} | Wahrscheinlichkeitsfunktion der hypergeometrischen Verteilung |
| Varianz:                    | {\displaystyle n{\frac {M}{N}}\left(1-{\frac {M}{N}}\right){\frac {N-n}{N-1}}}                                                                                              | Wahrscheinlichkeitsfunktion der hypergeometrischen Verteilung |

### Poisson-Verteilung
| Wertebereich der Parameter: | {\displaystyle \lambda \in \mathbb {R} ^{+}}                                                                       | Bild der Wahrscheinlichkeitsfunktion: {\displaystyle \lambda =1} (blau), {\displaystyle \lambda =5} (grün) und {\displaystyle \lambda =10} (rot) |
| Träger:                     | {\displaystyle \mathbb {N} _{0}}                                                                                   | Wahrscheinlichkeitsfunktion der Poisson-Verteilung                                                                                               |
| Zähldichte:                 | {\displaystyle f(k)={\frac {\lambda ^{k}}{k!}}\cdot \mathrm {e} ^{-\lambda }}                                      | Wahrscheinlichkeitsfunktion der Poisson-Verteilung                                                                                               |
| Verteilungsfunktion:        | {\displaystyle P(\{X\leq x\})=\sum _{i=0}^{\lfloor x\rfloor }{\frac {\lambda ^{i}}{i!}}\;\mathrm {e} ^{-\lambda }} | Wahrscheinlichkeitsfunktion der Poisson-Verteilung                                                                                               |
| Verteilungsfunktion:        | {\displaystyle P(\{X<x\})=\sum _{i=0}^{\lceil x-1\rceil }{\frac {\lambda ^{i}}{i!}}\;\mathrm {e} ^{-\lambda }}     | Wahrscheinlichkeitsfunktion der Poisson-Verteilung                                                                                               |
| Erwartungswert:             | {\displaystyle \lambda }                                                                                           | Wahrscheinlichkeitsfunktion der Poisson-Verteilung                                                                                               |
| Varianz:                    | {\displaystyle \lambda }                                                                                           | Wahrscheinlichkeitsfunktion der Poisson-Verteilung                                                                                               |

### Logarithmische Verteilung
| Wertebereich der Parameter: | {\displaystyle p\in (0,1)}                                                                                   | Bild der Wahrscheinlichkeitsfunktion: {\displaystyle p=0{,}2} (blau), {\displaystyle p=0{,}5} (grün) und {\displaystyle p=0{,}8} (rot) |
| Träger:                     | {\displaystyle \mathbb {N} ^{+}}                                                                             | Wahrscheinlichkeitsfunktion der Logarithmischen Verteilung                                                                             |
| Zähldichte:                 | {\displaystyle f(k)={\frac {p^{k}}{k}}\cdot {\frac {1}{-\ln(1-p)}}}                                          | Wahrscheinlichkeitsfunktion der Logarithmischen Verteilung                                                                             |
| Verteilungsfunktion:        | {\displaystyle P(\{X\leq x\})=\sum _{i=0}^{\lfloor x\rfloor }{\frac {p^{i}}{i}}\cdot {\frac {1}{-\ln(1-p)}}} | Wahrscheinlichkeitsfunktion der Logarithmischen Verteilung                                                                             |
| Verteilungsfunktion:        | {\displaystyle P(\{X<x\})=\sum _{i=0}^{\lceil x-1\rceil }{\frac {p^{i}}{i}}\cdot {\frac {1}{-\ln(1-p)}}}     | Wahrscheinlichkeitsfunktion der Logarithmischen Verteilung                                                                             |
| Erwartungswert:             | {\displaystyle {\frac {p}{-(1-p)\ln(1-p)}}}                                                                  | Wahrscheinlichkeitsfunktion der Logarithmischen Verteilung                                                                             |
| Varianz:                    | {\displaystyle {\frac {p(-\ln(1-p)-p)}{(1-p)^{2}\ln ^{2}(1-p)}}}                                             | Wahrscheinlichkeitsfunktion der Logarithmischen Verteilung                                                                             |

## Stetige Verteilungen
Die unten stehenden Tabellen fassen die Kenngrößen Träger, Dichtefunktion, Verteilungsfunktion, Erwartungswert und Varianz der folgenden stetigen Verteilungen zusammen:
- Stetige Gleichverteilung (Rechteckverteilung, Uniformverteilung)
- Dreiecksverteilung (Simpson-Verteilung)
- Normalverteilung (Gauß-Verteilung)
- Logarithmische Normalverteilung
- Exponentialverteilung
- Chi-Quadrat-Verteilung
- Studentsche t-Verteilung
- F-Verteilung (Fisher-Verteilung)
- Gammaverteilung
- Beta-Verteilung
- Logistische Verteilung
- Weibull-Verteilung
- Cauchy-Verteilung (Cauchy-Lorentz-Verteilung, Lorentz-Verteilung)
- Pareto-Verteilung

Dabei bezeichnen {\displaystyle \Gamma (r)} die Gammafunktion, {\displaystyle B(p,q)} die Betafunktion und {\displaystyle X} jeweils eine entsprechend verteilte Zufallsvariable mit Dichte {\displaystyle f(x)} und Verteilungsfunktion {\displaystyle F(x)}.

### Stetige Gleichverteilung(Rechteckverteilung, Uniformverteilung)
| Wertebereich der Parameter: | {\displaystyle a,b\in \mathbb {R} } mit {\displaystyle a<b}                                                                          | Bild der Dichtefunktion: {\displaystyle a=4,b=8} (blau), {\displaystyle a=1,b=18} (grün) und {\displaystyle a=1,b=11} (rot) |
| Träger:                     | {\displaystyle [a,b]} | Dichtefunktion der Gleichverteilung                                                                                         |
| Dichtefunktion:             | {\displaystyle f(x)={\begin{cases}{\frac {1}{b-a}}&{\text{für }}a<x\leq b\\0&{\text{ sonst }}\end{cases}}}                           | Dichtefunktion der Gleichverteilung                                                                                         |
| Verteilungsfunktion:        | {\displaystyle F(x)={\begin{cases}0&{\text{für }}x\leq a\\{\frac {x-a}{b-a}}&{\text{für }}a<x\leq b\\1&{\text{für }}x>b\end{cases}}} | Dichtefunktion der Gleichverteilung                                                                                         |
| Erwartungswert:             | {\displaystyle {\frac {a+b}{2}}} | Dichtefunktion der Gleichverteilung                                                                                         |
| Varianz:                    | {\displaystyle {\frac {(b-a)^{2}}{12}}}                                                                                              | Dichtefunktion der Gleichverteilung                                                                                         |

### Dreiecksverteilung
| Wertebereich der Parameter: | {\displaystyle a,b,c\in \mathbb {R} } mit {\displaystyle a\leq c\leq b} und {\displaystyle a<b} | Bild der Dichtefunktion:            |
| Träger:                     | {\displaystyle [a,b]} | Dichtefunktion der Gleichverteilung |
| Dichtefunktion:             | {\displaystyle f(x)={\begin{cases}{\frac {2(x-a)}{(b-a)(c-a)}},&{\text{wenn }}a\leq x<c\\{\frac {2}{b-a}},&{\text{wenn }}x=c\\{\frac {2(b-x)}{(b-a)(b-c)}},&{\text{wenn }}c<x\leq b.\end{cases}}}           | Dichtefunktion der Gleichverteilung |
| Verteilungsfunktion:        | {\displaystyle F(x)={\begin{cases}{\frac {(x-a)^{2}}{(b-a)(c-a)}},&{\text{wenn }}a\leq x<c\\{\frac {c-a}{b-a}},&{\text{wenn }}x=c\\1-{\frac {(b-x)^{2}}{(b-a)(b-c)}},&{\text{wenn }}c<x\leq b.\end{cases}}} | Dichtefunktion der Gleichverteilung |
| Erwartungswert:             | {\displaystyle \operatorname {E} (X)={\frac {a+b+c}{3}}.} | Dichtefunktion der Gleichverteilung |
| Varianz:                    | {\displaystyle \operatorname {Var} (X)={\frac {(a-b)^{2}+(b-c)^{2}+(a-c)^{2}}{36}}.} | Dichtefunktion der Gleichverteilung |

### Normalverteilung(Gauß-Verteilung)
| Wertebereich der Parameter: | {\displaystyle \mu \in \mathbb {R} } und {\displaystyle \sigma \in \mathbb {R} ^{+}}                                                                                          | Bild der Dichtefunktion: {\displaystyle \mu =0,\sigma =1} (blau), {\displaystyle \mu =0,\sigma =2} (grün) und {\displaystyle \mu =-1,\sigma =2} (rot) |
| Träger:                     | {\displaystyle \mathbb {R} } | Dichtefunktion der Normalverteilung |
| Dichtefunktion:             | {\displaystyle f(x)={\frac {1}{\sigma {\sqrt {2\pi }}}}\,\mathrm {e} ^{-{\frac {1}{2}}\left({\frac {x-\mu }{\sigma }}\right)^{2}}}                                            | Dichtefunktion der Normalverteilung |
| Verteilungsfunktion:        | {\displaystyle F(x)={\frac {1}{\sigma {\sqrt {2\pi }}}}\cdot \int _{-\infty }^{x}\mathrm {e} ^{-{\frac {1}{2}}\cdot \left({\frac {t-\mu }{\sigma }}\right)^{2}}\mathrm {d} t} | Dichtefunktion der Normalverteilung |
| Erwartungswert:             | {\displaystyle \mu } | Dichtefunktion der Normalverteilung |
| Varianz:                    | {\displaystyle \sigma ^{2}} | Dichtefunktion der Normalverteilung |

### Logarithmische Normalverteilung(Log-Normalverteilung)
| Wertebereich der Parameter: | {\displaystyle \mu \in \mathbb {R} } und {\displaystyle \sigma \in \mathbb {R} ^{+}} | Bild der Dichtefunktion: {\displaystyle \mu =0,\sigma =1} (blau), {\displaystyle \mu =0,\sigma =2} (grün) und {\displaystyle \mu =-1,\sigma =2} (rot) |
| Träger:                     | {\displaystyle \mathbb {R} _{0}^{+}} | Dichtefunktion der logarithmischen Normalverteilung                                                                                                   |
| Dichtefunktion:             | {\displaystyle f(x)={\frac {1}{\sigma {\sqrt {2\pi }}}}\,{\frac {1}{x}}\,\mathrm {e} ^{-{\frac {1}{2}}\left({\frac {\operatorname {ln} \,x-\mu }{\sigma }}\right)^{2}}} | Dichtefunktion der logarithmischen Normalverteilung                                                                                                   |
| Verteilungsfunktion:        | {\displaystyle F(x)={\begin{cases}0&{\text{für }}x\leq 0\\{\frac {1}{\sigma \cdot {\sqrt {2\pi }}}}\cdot \int _{0}^{x}\,{\frac {1}{t}}\,\mathrm {e} ^{-{\frac {1}{2}}\cdot \left({\frac {\operatorname {ln} \,t-\mu }{\sigma }}\right)^{2}}\mathrm {d} t&{\text{für }}x>0\end{cases}}} | Dichtefunktion der logarithmischen Normalverteilung                                                                                                   |
| Erwartungswert:             | {\displaystyle \exp(\mu +\sigma ^{2}/2)} | Dichtefunktion der logarithmischen Normalverteilung                                                                                                   |
| Varianz:                    | {\displaystyle \exp(2\mu +\sigma ^{2})\cdot (\exp(\sigma ^{2})-1)} | Dichtefunktion der logarithmischen Normalverteilung                                                                                                   |

### Exponentialverteilung
| Wertebereich der Parameter: | {\displaystyle \alpha \in \mathbb {R} ^{+}}                                                                        | Bild der Dichtefunktion: {\displaystyle \alpha =1} (blau), {\displaystyle \alpha =5} (grün) und {\displaystyle \alpha =10} (rot) |
| Träger:                     | {\displaystyle \mathbb {R} _{0}^{+}}                                                                               | Dichtefunktion der Exponentialverteilung                                                                                         |
| Dichtefunktion:             | {\displaystyle f(x)=\alpha \cdot \mathrm {e} ^{-\alpha x}}                                                         | Dichtefunktion der Exponentialverteilung                                                                                         |
| Verteilungsfunktion:        | {\displaystyle F(x)={\begin{cases}0&{\text{für }}x\leq 0\\1-\mathrm {e} ^{-\alpha x}&{\text{für }}x>0\end{cases}}} | Dichtefunktion der Exponentialverteilung                                                                                         |
| Erwartungswert:             | {\displaystyle {\frac {1}{\alpha }}}                                                                               | Dichtefunktion der Exponentialverteilung                                                                                         |
| Varianz:                    | {\displaystyle {\frac {1}{\alpha ^{2}}}}                                                                           | Dichtefunktion der Exponentialverteilung                                                                                         |

### Chi-Quadrat-Verteilung
| Wertebereich der Parameter: | {\displaystyle n\in \mathbb {N} ^{+}} | Bild der Dichtefunktion: {\displaystyle n=2} (blau), {\displaystyle n=5} (grün) und {\displaystyle n=10} (rot) |
| Träger:                     | {\displaystyle \mathbb {R} _{0}^{+}} | Dichtefunktion der Chi-Quadrat-Verteilung                                                                      |
| Dichtefunktion:             | {\displaystyle f_{n}(x)={\frac {1}{2^{\frac {n}{2}}\Gamma ({\tfrac {n}{2}})}}x^{{\frac {n}{2}}-1}\operatorname {exp} \left\{-{\frac {x}{2}}\right\}}                                                    | Dichtefunktion der Chi-Quadrat-Verteilung                                                                      |
| Verteilungsfunktion:        | {\displaystyle F(x)={\begin{cases}\displaystyle 0&{\text{für }}x\leq 0\\1-{\frac {\Gamma \left({\frac {n}{2}},{\frac {x}{2}}\right)}{\Gamma \left({\frac {n}{2}}\right)}}&{\text{für }}x>0\end{cases}}} | Dichtefunktion der Chi-Quadrat-Verteilung                                                                      |
| Erwartungswert:             | {\displaystyle n} | Dichtefunktion der Chi-Quadrat-Verteilung                                                                      |
| Varianz:                    | {\displaystyle 2n} | Dichtefunktion der Chi-Quadrat-Verteilung                                                                      |

### Studentsche t-Verteilung
| Wertebereich der Parameter: | {\displaystyle k\in \mathbb {N} ^{+}} | Bild der Dichtefunktion: {\displaystyle k=2} (blau), {\displaystyle k=5} (grün) und {\displaystyle k=10} (rot) |
| Träger:                     | {\displaystyle \mathbb {R} } | Dichtefunktion der Students t-Verteilung                                                                       |
| Dichtefunktion:             | {\displaystyle f(x)={\frac {\Gamma ({\frac {k+1}{2}})}{\Gamma ({\frac {k}{2}})\,{\sqrt {k\,\pi \,}}}}\,\cdot \,\left(1+{\frac {x^{2}}{k}}\right)^{-{\frac {k+1}{2}}}}                                    | Dichtefunktion der Students t-Verteilung                                                                       |
| Verteilungsfunktion:        | {\displaystyle F(x)={\frac {\Gamma ({\frac {k+1}{2}})}{\Gamma ({\frac {k}{2}})\,{\sqrt {k\,\pi \,}}}}\,\cdot \,\int _{-\infty }^{x}\,\left(1+{\frac {t^{2}}{k}}\right)^{-{\frac {k+1}{2}}}\mathrm {d} t} | Dichtefunktion der Students t-Verteilung                                                                       |
| Erwartungswert:             | {\displaystyle 0} | Dichtefunktion der Students t-Verteilung                                                                       |
| Varianz:                    | {\displaystyle {\frac {k}{k-2}}} | Dichtefunktion der Students t-Verteilung                                                                       |

### F-Verteilung(Fisher-Verteilung)
| Wertebereich der Parameter: | {\displaystyle m\in \mathbb {N} ^{+}} und {\displaystyle n\in \mathbb {N} ^{+}} | Bild der Dichtefunktion: {\displaystyle m=2,n=10} (blau), {\displaystyle m=10,n=10} (grün) und {\displaystyle m=10,n=2} (rot) |
| Träger:                     | {\displaystyle \mathbb {R} _{0}^{+}} | Dichtefunktion der F-Verteilung                                                                                               |
| Dichtefunktion:             | {\displaystyle f(x)={\frac {\Gamma ({\frac {m+n}{2}})\,\left({\frac {m}{n}}\right)^{\frac {m}{2}}}{\Gamma ({\frac {m}{2}})\,\Gamma ({\frac {n}{2}})}}x^{({\frac {m}{2}}-1)}\left(1+{\frac {m}{n}}x\right)^{(-{\frac {m+n}{2}})}} | Dichtefunktion der F-Verteilung                                                                                               |
| Verteilungsfunktion:        | {\displaystyle F(x)={\begin{cases}0\\\quad {\text{für }}x\leq 0\\{\frac {\Gamma ({\frac {m+n}{2}})\,\left({\frac {m}{n}}\right)^{\frac {m}{2}}}{\Gamma ({\frac {m}{2}})\,\Gamma ({\frac {n}{2}})}}\int _{0}^{x}\,t^{({\frac {m}{2}}-1)}\left(1+{\frac {m}{n}}t\right)^{(-{\frac {m+n}{2}})}\mathrm {d} t\\\quad {\text{für }}x>0\end{cases}}} | Dichtefunktion der F-Verteilung                                                                                               |
| Erwartungswert:             | {\displaystyle {\frac {n}{n-2}}} (nur definiert für {\displaystyle n>2}) | Dichtefunktion der F-Verteilung                                                                                               |
| Varianz:                    | {\displaystyle {\frac {2n^{2}(m+n-2)}{m(n-2)^{2}(n-4)}}} (nur definiert für {\displaystyle n>4}) | Dichtefunktion der F-Verteilung                                                                                               |

### Gammaverteilung
| Wertebereich der Parameter: | {\displaystyle p\in \mathbb {R} ^{+}} und {\displaystyle b\in \mathbb {R} ^{+}}                                                                                                 | Bild der Dichtefunktion: {\displaystyle p=0{,}5,b=2} (blau), {\displaystyle p=1,b=1} (grün) und {\displaystyle p=2,b=1} (rot) |
| Träger:                     | {\displaystyle \mathbb {R} _{0}^{+}} | Dichtefunktion der Gammaverteilung                                                                                            |
| Dichtefunktion:             | {\displaystyle f(x)={b^{p} \over \Gamma (p)}x^{p-1}\mathrm {e} ^{-bx}} | Dichtefunktion der Gammaverteilung                                                                                            |
| Verteilungsfunktion:        | {\displaystyle F(x)={\begin{cases}0&{\text{für }}x\leq 0\\{b^{p} \over \Gamma (p)}\,\cdot \,\int _{0}^{x}\,t^{p-1}\mathrm {e} ^{-bt}\mathrm {d} t&{\text{für }}x>0\end{cases}}} | Dichtefunktion der Gammaverteilung                                                                                            |
| Erwartungswert:             | {\displaystyle {\frac {p}{b}}} | Dichtefunktion der Gammaverteilung                                                                                            |
| Varianz:                    | {\displaystyle {\frac {p}{b^{2}}}} | Dichtefunktion der Gammaverteilung                                                                                            |

### Beta-Verteilung
| Wertebereich der Parameter: | {\displaystyle p\in \mathbb {R} ^{+}} und {\displaystyle q\in \mathbb {R} ^{+}} | Bild der Dichtefunktion: {\displaystyle p=0{,}5,q=2} (blau), {\displaystyle p=2,q=2} (grün) und {\displaystyle p=2,q=5} (rot) |
| Träger:                     | {\displaystyle [0,1]} | Dichtefunktion der Beta-Verteilung                                                                                            |
| Dichtefunktion:             | {\displaystyle f(x)={\frac {1}{B(p,q)}}x^{p-1}(1-x)^{q-1}} | Dichtefunktion der Beta-Verteilung                                                                                            |
| Verteilungsfunktion:        | {\displaystyle F(x)={\begin{cases}0&{\text{für }}x<0\\{{1} \over {B(p,q)}}\int _{0}^{x}u^{p-1}(1-u)^{q-1}\mathrm {d} u&{\text{für }}0\leq x\leq 1\\1&{\text{für }}x>1\end{cases}}} | Dichtefunktion der Beta-Verteilung                                                                                            |
| Erwartungswert:             | {\displaystyle {\frac {p}{p+q}}} | Dichtefunktion der Beta-Verteilung                                                                                            |
| Varianz:                    | {\displaystyle {\frac {pq}{(p+q+1)(p+q)^{2}}}} | Dichtefunktion der Beta-Verteilung                                                                                            |

### Logistische Verteilung
| Wertebereich der Parameter: | {\displaystyle \alpha \in \mathbb {R} } und {\displaystyle \beta \in \mathbb {R} ^{+}}                                                           | Bild der Dichtefunktion: {\displaystyle \alpha =0,\beta =1} (blau), {\displaystyle \alpha =0,\beta =2} (grün) und {\displaystyle \alpha =-1,\beta =1} (rot) |
| Träger:                     | {\displaystyle \mathbb {R} } | Dichtefunktion der logistischen Verteilung |
| Dichtefunktion:             | {\displaystyle f(x)={\frac {\mathrm {e} ^{-{\frac {x-\alpha }{\beta }}}}{\beta \left(1+\mathrm {e} ^{-{\frac {x-\alpha }{\beta }}}\right)^{2}}}} | Dichtefunktion der logistischen Verteilung |
| Verteilungsfunktion:        | {\displaystyle F(x)={\frac {1}{1+\mathrm {e} ^{-{\frac {x-\alpha }{\beta }}}}}}                                                                  | Dichtefunktion der logistischen Verteilung |
| Erwartungswert:             | {\displaystyle \alpha } | Dichtefunktion der logistischen Verteilung |
| Varianz:                    | {\displaystyle {\frac {\beta ^{2}\pi ^{2}}{3}}}                                                                                                  | Dichtefunktion der logistischen Verteilung |

### Weibull-Verteilung
| Wertebereich der Parameter: | {\displaystyle \alpha \in \mathbb {R} ^{+}} und {\displaystyle \beta \in \mathbb {R} ^{+}}                                                    | Bild der Dichtefunktion: {\displaystyle \alpha =1,\beta =1} (blau), {\displaystyle \alpha =1,\beta =2} (grün) und {\displaystyle \alpha =5,\beta =3} (rot) |
| Träger:                     | {\displaystyle \mathbb {R} _{0}^{+}} | Dichtefunktion der Weibull-Verteilung |
| Dichtefunktion:             | {\displaystyle f(x)=\alpha \beta x^{\beta -1}\mathrm {e} ^{-\alpha x^{\beta }}}                                                               | Dichtefunktion der Weibull-Verteilung |
| Verteilungsfunktion:        | {\displaystyle F(x)={\begin{cases}1-\mathrm {e} ^{-\alpha x^{\beta }}&{\text{für }}x>0\\0&{\text{für }}x\leq 0\end{cases}}}                   | Dichtefunktion der Weibull-Verteilung |
| Erwartungswert:             | {\displaystyle \alpha ^{-1/\beta }\cdot \Gamma \left({\frac {1}{\beta }}+1\right)}                                                            | Dichtefunktion der Weibull-Verteilung |
| Varianz:                    | {\displaystyle \alpha ^{-2/\beta }\cdot \left(\Gamma \left({\frac {2}{\beta }}+1\right)-\Gamma \left({\frac {1}{\beta }}+1\right)^{2}\right)} | Dichtefunktion der Weibull-Verteilung |

### Cauchy-Verteilung(Cauchy-Lorentz-Verteilung, Lorentz-Verteilung)
| Wertebereich der Parameter: | {\displaystyle s\in \mathbb {R} ^{+}} und {\displaystyle t\in \mathbb {R} }                      | Bild der Dichtefunktion: {\displaystyle s=1,t=0} (blau), {\displaystyle s=2,t=0} (grün) und {\displaystyle s=2,t=-1} (rot) |
| Träger:                     | {\displaystyle \mathbb {R} }                                                                     | Dichtefunktion der Cauchy-Verteilung                                                                                       |
| Dichtefunktion:             | {\displaystyle f(x)={\frac {1}{\pi }}\cdot {\frac {s}{s^{2}+(x-t)^{2}}}}                         | Dichtefunktion der Cauchy-Verteilung                                                                                       |
| Verteilungsfunktion:        | {\displaystyle F(x)={\frac {1}{2}}+{\frac {1}{\pi }}\cdot \arctan \left({\frac {x-t}{s}}\right)} | Dichtefunktion der Cauchy-Verteilung                                                                                       |
| Erwartungswert:             | nicht definiert                                                                                  | Dichtefunktion der Cauchy-Verteilung                                                                                       |
| Varianz:                    | nicht definiert                                                                                  | Dichtefunktion der Cauchy-Verteilung                                                                                       |

### Pareto-Verteilung
| Wertebereich der Parameter: | {\displaystyle x_{\min }\in \mathbb {R} ^{+}} und {\displaystyle k\in \mathbb {R} ^{+}}                                                         | Bild der Dichtefunktion: {\displaystyle x_{\min }=1,k=1} (blau), {\displaystyle x_{\min }=1,k=2} (grün) und {\displaystyle x_{\min }=2,k=1} (rot) |
| Träger:                     | {\displaystyle [x_{\min },\infty )} | Dichtefunktion der Pareto-Verteilung |
| Dichtefunktion:             | {\displaystyle f(x)={\frac {k}{x_{\min }}}\left({\frac {x_{\min }}{x}}\right)^{k+1}}                                                            | Dichtefunktion der Pareto-Verteilung |
| Verteilungsfunktion:        | {\displaystyle F(x)=1-\left({\frac {x_{\min }}{x}}\right)^{k}}                                                                                  | Dichtefunktion der Pareto-Verteilung |
| Erwartungswert:             | {\displaystyle {\begin{cases}\displaystyle x_{\min }{\frac {k}{k-1}}&{\text{für }}k>1\\\infty &{\text{für }}k\leq 1\end{cases}}}                | Dichtefunktion der Pareto-Verteilung |
| Varianz:                    | {\displaystyle {\begin{cases}\displaystyle x_{\min }^{2}{\frac {k}{(k-2)(k-1)^{2}}}&{\text{für }}k>2\\\infty &{\text{für }}k\leq 2\end{cases}}} | Dichtefunktion der Pareto-Verteilung |